# Хуан Мануель Алехандрес
Хуан Мануель Алехандрес (ісп. Juan Manuel Alejándrez, 17 травня 1944 — 6 січня 2007) — мексиканський футболіст, що грав на позиції правого захисника, зокрема за «Крус Асуль», а також національну збірну Мексики.

## Клубна кар'єра
У дорослому футболі дебютував 1960 року виступами за «Насьйональ» з рідної Гвадалахари, в якому провів п'ять сезонів. 
Своєю грою за цю команду привернув увагу представників тренерського штабу клубу «Крус Асуль», до складу якого приєднався 1965 року. Швидко став основним гравцем на правому фланзі захисту нової команди, яка стрімко прогресувала і 1969 року уперше у своїй історії стала чемпіоном Мексики. Протягом наступних років ще тричі вигравав у складі «Крус Асуль» національну першість країни.
1973 року повернувся до рідного міста, де протягом чотирьох сезонів захищав кольори місцевого «Халіско». Завершив ігрову кар'єру в «Атланте», за команду якого провів одну гру в сезоні 1977/78.

## Виступи за збірну
1967 року дебютував в офіційних матчах у складі національної збірної Мексики.
У складі збірної був учасником футбольного турніру на Олімпіаді-1968 та домашнього для мексиканців чемпіонату світу 1970 року, на якому господарі припинили боротьбу на стадії чвертьфіналів. В іграх мундіалю на поле не виходив, залишаючись резервистом основного правого захисника збірної того періоду Хосе Вантольри.
Загалом протягом чотирирічної кар'єри у національній команді провів у її формі 23 матчі.
Помер 6 січня 2007 року на 63-му році життя.

## Титули і досягнення
- Чемпіон Мексики (4):

«Крус Асуль»: 1969, 1970, 1972, 1973
- Володар Кубка Мексики (1):

«Крус Асуль»: 1969
- Срібний призер Чемпіонату націй КОНКАКАФ: 1967
- Переможець Панамериканських ігор: 1967